# UFO: Decydujące starcie
UFO: Decydujące starcie (ang. UFO: Aftershock) – komputerowa gra strategiczna wyprodukowana przez czeskie studio Altar Interactive i wydana w 2005 roku przez 1C. Decydujące starcie jest, po UFO: Kolejnym starciu, drugiem dziełem studia należącym do serii gier komputerowych X-COM. W grze gracz przejmuje kontrolę nad ludźmi, którzy mają za zadanie zniszczyć okupującą Ziemię rasę kosmitów.
Decydujące starcie jest produkcją fantastycznonaukową, mającą miejsce w trójwymiarowym środowisku. Dowodzenie oddziałami odbywa się w skali mikro i makro. Gracz bowiem nie tylko zarządza bazą, werbuje żołnierzy i odkrywa nowe technologie, ale też wykonuje misje terenowe z udziałem wybranych przez siebie siedmiu członków armii.
Pomimo znaczących poprawek w stosunku do Kolejnego starcia, jego kontynuacja spotkała się z równie umiarkowanym odbiorem. Twórcom zarzucano nieudaną próbę uchwycenia klimatu cechującego klasyczne UFO: Enemy Unknown, jak również liczne błędy techniczne i niedopracowanie mechanizmów walki.

## Fabuła
Akcja Decydującego starcia rozpoczyna się w 2050 roku, po wydarzeniach z Kolejnego starcia. Po walkach z obcą rasą Retikulian ludzie zawierają porozumienie z Retikulianami. Pozwalają im dokończyć plan Biomasy a w zamian mieszkańców Ziemi przenosi się do baz orbitalnych-laput, zbudowanych z rozebranego retikulańskiego okrętu kosmicznego. Po 25 latach pomiędzy ludźmi dochodzi do rewolty przeciw skorumpowanemu rządowi i wojny domowej a Retikulanie i Biomasa z nieznanych przyczyn upadają. Ze zniszczonej Laputy uchodzi grupa urodzonych już tam ludzi i znajdują inną, nietkniętą Laputę, dodatkowo wyposażoną w sprawny lądownik. Postanawiają wrócić na wolną znów od Biomasy Ziemię.
Ludzie wracają na Ziemię i zakładają tam centralną bazę. Wsparci przez resztki Ziemian i zmutowanych ludzi- psioniczki oraz cyborgów powołują państwo Wspólnotę Ziemi i rozpoczynają likwidację mutantów i zdziczałych Retikulanów zamieszkujących niebieską planetę. Jednocześnie trwa badanie laputańskich baz danych o cywilizacji dawnej Ziemi, przybyciu obcych i nagłym upadku ich planu.
Przed ludźmi pojawiają się jednak nowe zagrożenia. Frakcja Kultystów, reprezentująca różne rasy obce, próbuje opanować całą Ziemię. Próby batalii z Kultystami kończą się wprawdzie opanowaniem części terytoriów, ale ci nadal buntują się przeciwko prawowitej władzy. Tymczasem w obserwatorium dostrzeżony zostaje zbliżający się z Neptuna statek kosmiczny, którym podróżuje kolejny najeźdźca – rasa Wargotów. Ludzie jednak po przyspieszonej mobilizacji ostatecznie odpierają atak Kultystów i Wargotów. Odkrywają wówczas, że przyczyna ataku znajduje się na Marsie. Rasa ludzka przygotowuje wyprawę na czerwoną planetę, o czym traktuje już kolejna część serii, UFO: Afterlight – Bitwa o Marsa.